# 吉永嘉明
吉永 嘉明（よしなが よしあき、1962年 - 2014年消息不明）は、日本の編集者・ライター。明治大学文学部卒。
1990年代に『別冊宝島』や『危ない1号』などの編集や執筆に携わり、青山正明の右腕役を務める。妻はペヨトル工房元編集者の巽早紀。漫画家の山野一とねこぢるは友人にあたる。

## 経歴
1962年（昭和37年）東京都出身。明治大学文学部卒業。特殊海外旅行誌『エキセントリック』編集部を経て青山正明主宰の編集プロダクション「東京公司」の設立に参加。特殊海外旅行ムック『タイ読本』『裏ハワイ読本』（別冊宝島）などの編集に従事する。
1995年より鬼畜系ムック『危ない1号』（データハウス）を創刊。同誌の副編集長を務めた後、第3巻では青山正明に代わり編集長を務めた。
その後、友人のねこぢる、相棒の青山正明、最愛の妻の3人を自殺で立て続けに亡くし、吉永も重度のうつ病を患う。その様子を見かねた赤田祐一からの執筆依頼で初の著書『自殺されちゃった僕』を飛鳥新社より2004年に上梓、2008年には精神科医の春日武彦による解説を収録した文庫版が幻冬舎アウトロー文庫から再出版された。
『自殺されちゃった僕』刊行後は『実話GON!ナックルズ』（ミリオン出版）にて事実上の続編となる「自殺されちゃった僕たち」を2006年3月号から2008年11月号にかけて全32回にわたり連載したが、本連載は現在に至るまで単行本化されていない。
2014年、文芸同人誌『ウィッチンケア』第5号に自伝的小説「ポケットの中には」を寄稿したのを最後にその後の消息は不明である。
元担当編集者の岡本奇太郎が自身のInstagramで、「あらゆる吉永さんの関係者に連絡しましたが、誰も現在の吉永さんを知る人はいませんでした。どんな些細なことでもいいです。何か知っている人がいたら教えて下さい。そして関係者の方々、また吉永さんの活躍を見たい人たちはこの情報を拡散してください」と投稿している。

## 著書
- 自殺されちゃった僕（飛鳥新社 2004年11月）
  - 文庫版（幻冬舎アウトロー文庫 2008年10月）

### 共著
- タイ読本 絶対保存版!（青山正明との共著、別冊宝島 1992年8月）
  - タイ極楽ガイド 表も裏もまるかじり（宝島社文庫 2000年7月）
- 裏ハワイ読本 絶対保存版! ディープに取材した楽園の素顔（青山正明との共著、別冊宝島 1993年8月）
- 麻薬とは何か「禁断の果実」五千年史（佐藤哲彦、清野栄一との共著、新潮選書 2009年5月）

### 編著
- エキセントリック 第3号（全英出版／中央法科研究所 1990年頃）
- 危ない1号（データハウス）
  1. 特集／ドラッグ（1995年7月、青山正明との編著）
  2. 特集／キ印良品（1996年4月、青山正明との編著）
  3. 特集／快感（1997年9月）

  - 別冊危ない1号 Vol.2 <格闘界>ケンカ列伝（1996年12月） - 石原正之名義
- サイケデリック&トランス（コアマガジン 2002年6月）

## 連載
- Blue Heaven（コアマガジン刊『BURST HIGH』連載の自伝的小説） - 連載年月日不明
- 自殺されちゃった僕たち（ミリオン出版刊『実話GON!ナックルズ』2006年3月号～2008年11月号）